# André Renato
André Renato de Oliveira (Rio de Janeiro, 28 de agosto de 1974) é um músico e compositor brasileiro, filho do também músico Sereno, membro do grupo Fundo de Quintal. André é autor sozinho ou em parceira de mais de 500 obras, que foram gravadas por vários artistas. No ano de 1993 foi contratado pela Warner Chappell, passou então a gravar com músicos como Arlindo Cruz, Almir Guineto, Leci Brandão, entre outros. Ainda na década de 90 foi membro do grupo Do Jeito Q’eu Gosto.

## Discografia
- Do Jeito Q’eu Gosto (1995) - Paradoxx[2]
- Jeito de Criança (1997) - Paradoxx[2]
- Gostou? Gostei! (1998) - RGE[2]
- Eu sou assim  (2011) - Independente[2]
- Valeu meu samba  (2017)[2]